# اس/۲۰۰۶ اس ۳
اس/۲۰۰۶ اس ۳ (به انگلیسی: S/2006 S 3) یکی از قمرهای سیاره زحل است که در تاریخ ۲۶ ژوئن ۲۰۰۶ توسط اسکات اس. شپرد، دیوید سی.جویت، جن کلینه و برایان جی.مارسدن کشف شد که از ژانویه ۲۰۰۶ تا آوریل ۲۰۰۶ در حال رصد شدن بود. اس/۲۰۰۶ اس ۳ با قطر ۶ کیلومتر و مداری با فاصله تقریبی ۲۱٬۳۰۸٬۴۰۰ کیلومتر طی ۱۱۶۰٫۷ روز به دور زحل با انحراف مداری ۱۵۲٫۸ درجه نسبت به دائرةالبروج با حرکت موافق‌گرد با خروج از مرکز مداری ۰٫۴۷۰۷ در گردش است.